# Magdalenatapaculo

Verbreitungsgebiet (grün) des Magdalenatapaculos in Kolumbien

Der Magdalenatapaculo (Scytalopus rodriguezi) zählt innerhalb der Familie der Bürzelstelzer (Rhinocryptidae) zur Gattung Scytalopus.
Die Art wurde erst im Jahre 2005 entdeckt und beschrieben.
Sie kommt in Kolumbien auf den Osthängen der Zentralkordilleren im oberen Teil des Valle del Río Magdalena (Serranía de las Minas) vor.
Das Verbreitungsgebiet umfasst Unterholz in feuchtem Bergwald von 1900 bis 2400 m Höhe. Weiter oberhalb findet sich der Lebensraum des Roststeißtapaculos (Scytalopus spillmanni), weiter unterhalb der des Weißscheiteltapaculos (Scytalopus atratus).
Das Artepitheton bezieht sich auf den kolumbianischen Naturschutzbiologen José Vicente Rodriguez Mahecha.

## Merkmale
Die Art ist etwa 11–12 cm groß und wiegt zwischen 21 und 23 g. Das Federkleid ist in einem dunklen neutralen Grau, lediglich Rumpf und Flanken sind zimtfarben mit schwärzlichen Streifen. Die Iris ist dunkelbraun, der Schnabel schwarz, die Beine sind bräunlich. Kehle und Brust sind hellgrau. Gegenüber dem sehr ähnlichen Ecuador-Rostflankentapaculos (Scytalopus spillmanni) ist die Art kleiner, dunkler grau mit kürzeren Flügeln und dunkleren Füssen. Die Geschlechter gleichen sich. Jungvögel sind generell bräunlicher mit Weiß auf Kinn, Kehle und Brust.

## Geografische Variation
Es werden folgende Unterarten anerkannt:
- S. r. yariguiorum Donegan, Avendaño & Lambert, 2013 – Norden Zentralkolumbiens[7]
- S. r. rodriguezi Krabbe, Salaman, Cortés, Quevedo, Ortega & Cadena, 2005, Nominatform – Süden Zentralkolumbiens

## Stimme
Der Gesang ist einer der schlichtesten unter allen Tapaculos: ein einfacher, vier- bis fünfmal pro Sekunde wiederholter Ton in zunehmender Lautstärke und Höhe.

## Lebensweise
Die Nahrung besteht aus kleinen Insekten, hauptsächlich Käfern, die im dichtesten Unterwuchs gesucht werden.
Die Brutzeit ist nicht bekannt.

## Gefährdungssituation
Der Bestand gilt als stark gefährdet (Endangered).